# Grand Prix-wegrace van de DDR 1963
De Grand Prix-wegrace van de DDR 1963 was de achtste Grand Prix van het wereldkampioenschap wegrace in het seizoen 1963. De races werden verreden op 17 en 18 augustus op de Sachsenring in Hohenstein-Ernstthal. Alle soloklassen met uitzondering van de 50cc-klasse kwamen aan de start. De wereldtitel in de 350cc-klasse was al beslist, de titel in de 125cc-klasse werd hier beslist.

## Algemeen
De 50cc-klasse was wel gepland, maar ging niet door omdat er te weinig deelnemers waren. Zo bleef op 17 augustus alleen de 350cc-race over. De overige races werden verreden op 18 augustus. Mike Hailwood won drie van de vier races. Drie belangrijke coureurs ontbraken: Ernst Degner, gevlucht uit de DDR, kon hier niet meer racen, Tarquinio Provini was met zijn team tegengehouden bij de grens omdat de visa niet in orde waren, en Phil Read had zijn Duke-Gilera 500 4C in de Ulster GP in de prak gereden. Het team kon hem niet van een vervangende motorfiets voorzien.

## 500cc-klasse
In de WK-stand was John Hartle de grootste bedreiging voor Mike Hailwood en door het wegvallen van Phil Read ook de enige. Hartle viel echter uit. Hailwood won met bijna een minuut voorsprong op Derek Minter. Alan Shepherd werd voor de derde keer derde.

### Uitslag 500cc-klasse
| Pos | Coureur       | Merk        | Tijd     | Pnt |
| --- | ------------- | ----------- | -------- | --- |
| 1   | Mike Hailwood | MV Agusta   | 53"38'4  | 8   |
| 2   | Derek Minter  | Duke-Gilera | +55'2    | 6   |
| 3   | Alan Shepherd | Matchless   | +2"24'9  | 4   |
| 4   | Mike Duff     | Matchless   | +1 ronde | 3   |
| 5   | Jack Findlay  | Matchless   | +1 ronde | 2   |
| 6   | Vernon Cottle | Norton      | +1 ronde | 1   |
| 7   | Ian Burne     | Norton      |          |     |
| 8   | Dan Shorey    | Matchless   |          |     |
| 9   | György Kurucz | Norton      |          |     |
| 10  | Roy Robinson  | Norton      |          |     |

### Niet gefinisht
| Coureur          | Merk        | Oorzaak |
| ---------------- | ----------- | ------- |
| Ladi Richter     | Norton      |         |
| Ernst Weiss      | Norton      |         |
| Roland Föll      | Matchless   |         |
| Anssi Resko      | Matchless   |         |
| Veikko Sulasaari | Norton      |         |
| Philippe Canoui  | Norton      |         |
| John Hartle      | Duke-Gilera |         |
| Roy Ingram       | Norton      |         |
| Colin Lyster     | Norton      |         |
| Billy Andersson  | Norton      |         |

### Niet deelgenomen
| Coureur              | Merk        | Oorzaak      |
| -------------------- | ----------- | ------------ |
| Benedicto Caldarella | Matchless   | [ 1 ]        |
| Fabián Villavelran   | Norton      | [ 1 ]        |
| Jorge Kissling       | Norton      | [ 1 ]        |
| Victorio Minguzzi    | Matchless   | [ 1 ]        |
| Jack Ahearn          | Norton      |              |
| Gyula Marsovszky     | Matchless   |              |
| Bill Smith           | Norton      |              |
| Fred Stevens         | Norton      |              |
| Joe Dunphy           | Norton      |              |
| Phil Read            | Duke-Gilera | Geen machine |
| Ralph Bryans         | Norton      |              |
| Syd Mizen            | Norton      |              |
| Vasco Loro           | Norton      |              |
| Sven-Olof Gunnarsson | Norton      |              |
| Nikolaj Sevast'ânov  | CKEB        |              |
| Horacio Costa        | Norton      | [ 1 ]        |

### Top tien tussenstand 500cc-klasse
| Pos | Coureur       | Merk               | Pnt |
| --- | ------------- | ------------------ | --- |
| 1   | Mike Hailwood | MV Agusta          | 32  |
| 2   | John Hartle   | Duke-Gilera        | 20  |
| 3   | Phil Read     | Duke-Gilera        | 16  |
| 4   | Alan Shepherd | Matchless          | 15  |
| 5   | Derek Minter  | Duke-Gilera        | 10  |
| 6   | Mike Duff     | Matchless          | 7   |
| 7   | Fred Stevens  | Norton             | 6   |
| 8   | Jack Ahearn   | Norton             | 5   |
| 9   | Joe Dunphy    | Norton             | 2   |
| 9   | Ralph Bryans  | Norton             | 2   |
| 9   | Jack Findlay  | McIntyre-Matchless | 2   |

## 350cc-klasse
| Pos | Coureur             | Merk      | Tijd | Pnt |
| --- | ------------------- | --------- | ---- | --- |
| 1   | Mike Hailwood       | MV Agusta |      | 8   |
| 2   | Luigi Taveri        | Honda     |      | 6   |
| 3   | Jim Redman          | Honda     |      | 4   |
| 4   | Gustav Havel        | Jawa      |      | 3   |
| 5   | Nikolaj Sevast'ânov | CKEB      |      | 2   |
| 6   | Mike Duff           | AJS       |      | 1   |

| Coureur     | Merk        | Oorzaak    |
| ----------- | ----------- | ---------- |
| John Hartle | Duke-Gilera | Teambeleid |
| Phil Read   | Duke-Gilera | Teambeleid |

| Coureur              | Merk      |
| -------------------- | --------- |
| Jack Ahearn          | Norton    |
| František Šťastný    | Jawa      |
| Pavel Slavíček       | Jawa      |
| Veikko Sulasaari     | Norton    |
| Alan Shepherd        | AJS       |
| Dan Shorey           | AJS       |
| Fred Stevens         | Norton    |
| Len Ireland          | Norton    |
| Syd Mizen            | AJS       |
| Tommy Robb           | Honda     |
| Gilberto Milani      | Aermacchi |
| Remo Venturi         | Bianchi   |
| Sven-Olof Gunnarsson | Norton    |

### Top tien tussenstand 350cc-klasse
| Pos | Coureur           | Merk        | Pnt     |                |
| --- | ----------------- | ----------- | ------- | -------------- |
| 1   | Jim Redman        | Honda       | 32 (38) | wereldkampioen |
| 2   | Mike Hailwood     | MV Agusta   | 20      |                |
| 3   | Luigi Taveri      | Honda       | 14      |                |
| 4   | František Šťastný | Jawa        | 7       |                |
| 4   | Gustav Havel      | Jawa        | 7       |                |
| 6   | John Hartle       | Duke-Gilera | 6       |                |
| 6   | Remo Venturi      | Bianchi     | 6       |                |
| 8   | Mike Duff         | AJS         | 5       |                |
| 9   | Phil Read         | Duke-Gilera | 4       |                |
| 9   | Jack Ahearn       | Norton      | 4       |                |

Punten tussen haakjes zijn inclusief streepresultaten.

## 250cc-klasse
Nu Tarquinio Provini niet kon starten zou Jim Redman goede zaken kunnen doen door de race te winnen, maar net als in 1962 kreeg Mike Hailwood voor de gelegenheid een MZ RE 250. Ook Alan Shepherd kreeg een MZ en die machine bleken veel sneller te zijn dan Redman's Honda RC 163. Zo bleef de schade voor Provini beperkt: Redman scoorde slechts vier punten.
| Pos | Coureur          | Merk  | Tijd    | Pnt |
| --- | ---------------- | ----- | ------- | --- |
| 1   | Mike Hailwood    | MZ    | 49"40'4 | 8   |
| 2   | Alan Shepherd    | MZ    | +14'7   | 6   |
| 3   | Jim Redman       | Honda | +1"05'3 | 4   |
| 4   | László Szabó     | MZ    | +1"30'8 | 3   |
| 5   | Luigi Taveri     | Honda |         | 2   |
| 6   | Stanislav Malina | ČZ    |         | 1   |
| 7   | Tommy Robb       | Honda |         |     |

| Coureur           | Merk    | Oorzaak    |
| ----------------- | ------- | ---------- |
| Ivan Schumann     | NSU     | [ 1 ]      |
| Raúl Kissling     | NSU     | [ 1 ]      |
| Phil Read         | Yamaha  | Teambeleid |
| Tarquinio Provini | Morini  | Visa       |
| Umberto Masetti   | Morini  | [ 1 ]      |
| Fumio Ito         | Yamaha  | Teambeleid |
| Hiroshi Hasegawa  | Yamaha  | Teambeleid |
| Yoshikazu Sunako  | Yamaha  | Teambeleid |
| Carlos Marfetan   | Parilla | [ 1 ]      |

| Coureur             | Merk              |
| ------------------- | ----------------- |
| Jack Findlay        | Mondial / DMW     |
| Bill Smith          | Honda             |
| Chris Anderson      | Aermacchi         |
| John Kidson         | Cotton-Moto Guzzi |
| Gilberto Milani     | Aermacchi         |
| Silvio Grassetti    | Benelli           |
| Isamu Kasuya        | Honda             |
| Kunimitsu Takahashi | Honda             |
| Cas Swart           | Honda             |

### Top tien tussenstand 250cc-klasse
| Pos | Coureur             | Merk   | Pnt |
| --- | ------------------- | ------ | --- |
| 1   | Jim Redman          | Honda  | 38  |
| 2   | Tarquinio Provini   | Morini | 30  |
| 3   | Fumio Ito           | Yamaha | 20  |
| 3   | Tommy Robb          | Honda  | 20  |
| 5   | Yoshikazu Sunako    | Yamaha | 9   |
| 6   | Mike Hailwood       | MZ     | 8   |
| 6   | Alan Shepherd       | MZ     | 8   |
| 8   | Kunimitsu Takahashi | Honda  | 7   |
| 8   | Luigi Taveri        | Honda  | 7   |
| 10  | Bill Smith          | Honda  | 4   |

## 125cc-klasse
Theoretisch kon Luigi Taveri nog wereldkampioen worden, maar in de DDR won Hugh Anderson voor Alan Shepherd en Bert Schneider. Taveri werd slechts vierde. Anderson stond nu op 52 punten. Met aftrek van streepresultaten kon Taveri ook nog op 52 punten komen. Beiden zouden dan vijf overwinningen hebben, maar Anderson was ook nog twee keer tweede geweest. Na enig rekenwerk stond vast dat Hugh Anderson de eerste 125cc-wereldkampioen met een tweetaktmachine was.
| Pos | Coureur        | Merk   | Tijd    | Pnt |
| --- | -------------- | ------ | ------- | --- |
| 1   | Hugh Anderson  | Suzuki | 48"55'7 | 8   |
| 2   | Alan Shepherd  | MZ     | +1"49'0 | 6   |
| 3   | Bert Schneider | Suzuki | +1"49'9 | 4   |
| 4   | Luigi Taveri   | Honda  | +2"25'6 | 3   |
| 5   | Mike Duff      | MZ     | +2"47'6 | 2   |
| 6   | Werner Musiol  | MZ     | +3"08'2 | 1   |

| Coureur              | Merk    | Oorzaak  |
| -------------------- | ------- | -------- |
| Alberto Gómez        | Zanella | [ 1 ]    |
| Aldo Caldarella      | Bultaco | [ 1 ]    |
| Héctor Pochettino    | Bultaco | [ 1 ]    |
| Horacio Maffia       | Ducati  | [ 1 ]    |
| Juan Carlos Salatino | Zanella | [ 1 ]    |
| Ernst Degner         | Suzuki  | Politiek |

| Coureur              | Merk    |
| -------------------- | ------- |
| Frank Perris         | Suzuki  |
| Stanislav Malina     | CZ      |
| Francisco González   | Bultaco |
| Jean-Pierre Beltoise | Bultaco |
| Gary Dickinson       | Honda   |
| Peter Inchley        | EMC     |
| Tommy Robb           | Honda   |
| John Grace           | Bultaco |
| László Szabó         | MZ      |
| Giuseppe Visenzi     | Honda   |
| Kunimitsu Takahashi  | Honda   |
| Mitsuo Itoh          | Suzuki  |
| Jim Redman           | Honda   |

### Top tien tussenstand 125cc-klasse
| Pos | Coureur             | Merk   | Pnt     |                |
| --- | ------------------- | ------ | ------- | -------------- |
| 1   | Hugh Anderson       | Suzuki | 52      | wereldkampioen |
| 2   | Luigi Taveri        | Honda  | 30 (33) |                |
| 3   | Bert Schneider      | Suzuki | 23      |                |
| 4   | Frank Perris        | Suzuki | 16      |                |
| 5   | Jim Redman          | Honda  | 13      |                |
| 5   | Ernst Degner        | Suzuki | 13      |                |
| 7   | Tommy Robb          | Honda  | 8       |                |
| 8   | Alan Shepherd       | MZ     | 7       |                |
| 9   | Kunimitsu Takahashi | Honda  | 6       |                |
| 10  | László Szabó        | MZ     | 4       |                |

Punten tussen haakjes zijn inclusief streepresultaten.
1958 · 1959 · 1960 · 1961 · 1962 · 1963 · 1964 · 1965 · 1966 · 1967 · 1968 · 1969 · 1970 · 1971 · 1972 · 1973 · 1974 · 1975 · 1976 · 1977 · 1978 · 1979 · 1980 · 1981 · 1982 · 1983 · 1984 · 1985 · 1986 · 1987 · 1988 · 1989